# Aika Mitsui
Aika Mitsui (光井愛佳), född 12 januari 1993 i Ōtsu, Shiga, Japan, är en japansk sångerska som mest är känd för att ha varit medlem i den japanska popgruppen Morning Musume.

## Karriär
Aika blev medlem i Morning Musume den 10 december 2006 som den åttonde generationens enda medlem. Några månader senare skulle hon dock få sällskap av Li Chun (Junjun) och Qian Lin (Linlin), som lades till gruppen som "utbytesstudenter" från Kina. Under sin audition sjöng hon i den första ronden Ayumi Hamasakis Blue Bird och Morning Musumes Furusato och i den andra sjöng hon Osaka Koi no Uta.
Den 11 december 2006 hölls en presskonferens för att meddela resultatet av Aikas audition. En vecka senare dök hon upp i Morning Musumes egna TV-show Hello! Morning där även en video från presskonferensen visades. Under konferensen avslöjade Aika att hennes mål var att fånga fansen med sin bubblande personlighet och sitt ständiga leende. Hon påstod sig vara influerad av medlemmen Kusumi Koharu, som hon än idag ser upp till och har som förebild. Kusumi var också Aikas mentor under hennes första tid i Morning Musume.
Den 14 februari 2007 släpptes Morning Musumes 32:a singel Egao YES Nude, således Aikas debutsingel. I mars samma år hördes Aika också på sitt första album, Morning Musumes åttonde, Sexy 8 Beat.
Gruppen Athena & Robikerottsu skapades i oktober 2007 med Aika som en av medlemmarna. Ledare för gruppen var Risa Niigaki, också från Morning Musume och de övriga medlemmarna var Saki Nakajima och Chisato Okai. Gruppen var temporär och endast aktiv 2007-2008.
I programmet Haromoni@, den 25 november 2007, tilldelades Aika rollen som rösten till den nya karaktären Gurossan i animeserien Kirarin Revolution. Programmet handlade om idolen Kirari Tsukishima, vars röst är dubbad av Kusumi Koharu.
Den 6 april 2008 meddelade Hello! Project att Aika inte skulle kunna uppträda i 2008 års turné på grund av sin dåliga hälsa. Senare den veckan uppdagades det att hon led av blindtarmsinflammation och alltså inte skulle delta i Morning Musumes aktiviteter de kommande veckorna.
Aika tillfrisknade lyckligtvis en tid senare och kunde fortsätta med sina kommande aktiviteter. Den 8 augusti 2008 antog hon tre olika roller i Morning Musumes och den kvinnliga teatergruppen Takarazukas uppsättning av Askungen; som fe, småstadsflicka och som en av prinsessorna på balen.
2009 blev Aika medlem i två nya grupper. Dels återupplivade man den gamla Hello! Project-gruppen Tanpopo, nu med ett tillagt # (Tanpopo#), där Aika, Eri Kamei (före detta Morning Musume-medlem), Yurina Kumai (Berryz Koubou) och Chisato Okai (C-ute) blev de nya medlemmarna. Den andra gruppen döptes till Guardians 4 och skapades för att sjunga ledmotiven till animen Shugo! Chara. Förutom Aika blev också Saki Nakajima (C-ute), Yurina Kumai och Risako Sugaya (Berryz Kobou) medlemmar. Guardians 4 släppte fyra singlar mellan maj 2009 och januari 2010.
Den 4 maj 2012 meddelade Mitsui att hon kommer att ta examen från Morning Musume den 18 maj 2012 tillsammans med Risa Niigaki i Nippon Budokan. Orsaken är på grund av hennes hälsa; i maj 2011 fick hon en vristfraktur som hon fruktar ska komma tillbaka om hon överanstränger sina ben.

## Grupper som Aika Mitsui är och har varit medlem i
- Morning Musume (2006—2012)
- Athena & Robikerottsu (2007–2008)
- Guardians 4 (2009—2012)
- Tanpopo# (2009)

## Filmografi
- 2007 Kirarin Revolution (röst)
- 2008 Cinderella the Musical
- 2010 Hanbun Esper
- 2010 Fashionable (musikal)

## Fotoböcker
- Aika (愛佳) - 2010-01-26